# ヒューマングルメンタリー オモウマい店
『ヒューマングルメンタリー オモウマい店』（ヒューマングルメンタリー オモウマいみせ）は、2021年4月13日より、日本テレビ系列で毎週火曜19:00 - 19:54（JST）に放送されている、中京テレビ制作のグルメバラエティ番組。
当初は単発の特別番組『ウマい!安い!おもしろい!全日本びっくり仰店グランプリ』（ウマい!やすい!おもしろい!ぜんにほんびっくりぎょうてんグランプリ）として、2019年より2度にわたって全国ネットで放送され、2021年春の改編に伴いレギュラー番組となった。

## 概要
同じく中京テレビが制作し、東海3県で親しまれているグルメバラエティ番組『PS純金』（ピーエスゴールド）のフォーマットを基に、対象地域を東海3県から日本全域へ広げたもので、値段の安さやサービスが独特でおもしろい飲食店を紹介する。バラエティを主軸としている『PS純金』とは違い、「ヒューマンドキュメンタリー（人生の記録や生き様を描いたドキュメンタリー）」を基にグルメに置き換えた造語、「ヒューマングルメンタリー」が本番組の主軸となっている。また「オモウマい店」とは、「オモてなしすぎでオモしろいウマい店」の略である。
中京テレビがゴールデンタイムにて、全国ネットのバラエティ番組を制作するのは『サルヂエ』（2004年 - 2007年）以来14年3か月ぶりのことであり、同時に企画制作から放送までをすべて単独で行うのは開局以来初となる。また、平日の19時台に日本テレビ以外の系列局が番組制作を手掛けるのは、『SUPER SURPRISE』（2009年 - 2010年、木曜版→水曜版、読売テレビ制作）以来約11年ぶりとなった。
インターネットでは、TVer・Locipo（ロキポ）・日テレ無料TADA・Huluで配信している（TVer・Locipo・日テレ無料TADAでは最新回を放送終了後から1週間見逃し配信、Huluでは初回からすべての回を配信）。2021年12月7日放送分（第31回）からは、「日テレ系ライブ配信」（現・日テレ系リアルタイム配信）での視聴が可能となった。2024年2月1日からは、Netflixで傑作選の配信を開始。
2022年10月11日放送分（第69回）から同年12月27日放送分（第78回）、2023年7月4日放送分（第99回）から2025年3月25日放送分（第167回）は、日本テレビ・静岡第一テレビ・福岡放送にてミニ番組『まだまだオモウマい店』が本番組終了直後の19:54 - 20:00に放送された。制作局である中京テレビでは第167回までミニ番組は放送されず、前出の3局に向けて裏送りしていた。2025年6月10日放送分（第175回）からは前出の3局に加え中京テレビ・長崎国際テレビでもミニ番組の放送を開始し、5局で視聴可能になった。
2023年12月14日には主婦の友社より、『ヒューマングルメンタリー オモウマい店 番組公式ファンブック』が発売された。
2024年11月19日には、本番組とその後に放送される『踊る!さんま御殿!!』（日本テレビ制作）とのコラボ番組、『超合体!オモウマいさんま御殿!!笑いでおもてなしSP』が放送された（「オモウマい店」パート：19:00 - 20:15、「さんま御殿」パート：20:15 - 21:54）。

### 受賞歴
- 2021年6月7日：特番第2回が、第47回放送文化基金賞『【番組部門】テレビエンターテインメント番組』最優秀賞を受賞[10][11][12]。
- 2022年11月21日：レギュラー放送第68回（同年10月4日放送分）が、2022年10月度ギャラクシー賞月間賞を受賞[13][14]。

## 出演者

### 出演者（レギュラー版『ヒューマングルメンタリー オモウマい店』）
全編VTR主体で、司会の2人がゲストと共にVTRを見ながらワイプ画面上でトークする。ゲストの紹介はしない（番組開始時に出演者名がクレジットされる程度）。
スタジオ出演者は店主たちが描かれた横断幕の前で収録に臨むが、並んで話している様子は映らず、一貫してワイプで映るのみである。
スタジオでの試食・スタジオ出演者での店へのロケは、番組開始以降行われていなかったが、MCのヒロミは他局の番組のハワイロケの際に、2022年12月27日放送分（第78回）で紹介された『Ohana Sub（オハナサブ）』を訪れている。2024年11月5日放送分（第153回）では、2022年2月1日放送分（第36回）で紹介された群馬県みどり市『丸美屋自販機』に、妻の松本伊代と共に訪れた事を伝えている。2023年7月11日放送分（第100回）では、進行の小峠が第20・21・28・60回で紹介された店に、小田祐一郎（だーりんず）と共に訪れている。また2024年8月31日・9月1日放送の『24時間テレビ47 愛は地球を救うのか?』内では本番組のコーナーが設けられ、2022年8月23日放送分（第62回）で紹介された石川県能登町の寿司店『津久司』をヒロミと小峠が訪問し、令和6年能登半島地震で被災した、能登の様子を取材している（9月1日7:27 - 8:14に放送。コーナー前の同日4:07 - 5:00には、第62回の再編集版が放送された）。
MC
- ヒロミ（B21スペシャル）

進行
- 小峠英二（バイきんぐ）

ゲスト
通常では2名または3名出演するが、スペシャルでは6〜8名出演する。また、日本テレビ系列で放送されるドラマや最新映画などの宣伝として、普段バラエティ番組には出演することのない俳優（女優）が出演する場合もある。
ナレーター
- 伊藤楓（第1回 - ）
  - 第14回を除き、レギュラー放送開始当初よりナレーションを担当。第67回までは中京テレビアナウンサーとして出演[注 13]。第57 - 60回は、オープニングでの挨拶のみ担当。
- 磯貝初奈（第14回）
- 河合ディレクター（第57・58回）
- 黒崎AD（第59回）
- 藤田AD（第60回）
- 明石家さんま（第155回）
  - 本番組の後に放送している『踊る!さんま御殿!!』（日本テレビ制作）とのコラボレーションの一環として、この回のナレーションを担当した。

### 出演者（特番『ウマい!安い!おもしろい!全日本びっくり仰店グランプリ』）
MC
- 高田純次（コメディアン）[注 14]
- ヒロミ（B21スペシャル）

ナレーター
いずれも女優。
- 鈴木杏樹（特番第1回）
- 本上まなみ（特番第2回）

## 放送リスト
平均世帯視聴率はビデオリサーチ調べ（関東地区）。レギュラー放送の赤色表示は最高視聴率、青色表示は最低視聴率。

### ウマい!安い!おもしろい!全日本びっくり仰店グランプリ
| 回 | 放送日時             | 内容 （太字はグランプリ） | ゲスト | 備考                         | 平均世帯 視聴率 |
| -- | -------------------- | --- | --- | ---------------------------- | --------------- |
| 1  | 8月9日 19:00 - 20:54 | - 忙しすぎる中華夫婦 - サンドイッチの卵 10個まで無料 - 20種類 盛り放題モーニング - お刺し身定食 200円 - 安くしすぎて 店主がバイト - 客が得する うどん店 - 手まで焼いちゃう!? 87歳の焼き肉店 - 1200℃の火で手まで焼いちゃう!? - パプアニューギニア料理店の そば - 5年間無休の85歳 焼き肉店主 - 激安カレーのために身を削る店主 - 怒号が飛び交う中華料理店 - タクシー運転手が毎日通う食堂 | 生駒里奈、井森美幸、勝俣州和、小峠英二（バイきんぐ）、八嶋智人、若槻千夏 仰店リポーター：鈴木杏樹、村上佳菜子、みやぞん（ANZEN漫才）、鈴木福、佐藤栞里 | 中京テレビ開局50周年記念番組 | 12.5%           |

| 回 | 放送日時              | 内容 （太字はグランプリ） | ゲスト | 備考                                                                       | 平均世帯 視聴率 |
| -- | --------------------- | --- | --- | -------------------------------------------------------------------------- | --------------- |
| 2  | 5月22日 19:00 - 20:54 | - 小盛りが作れない サービス中華店主 - どうしても うどんを食べてほしい店主 - ネタが4倍の寿司屋さん - ギリギリを攻める300円定食 - 約130種類 400円モーニング - 何でも揚げちゃう店主 - 燃やしすぎギョーザ - 何でも機械化する餃子店主 - 39年間 給料0円店主 - 引退したのに 無料サービス - 生涯現役の100歳わらび餅店主 | 井森美幸、小峠英二（バイきんぐ）、八嶋智人、めるる（生見愛瑠）、藤田ニコル、宮川大輔 仰店リポーター：本田望結、鈴木福 | 第47回放送文化基金賞『【番組部門】テレビエンターテインメント番組』最優秀賞 | 15.6%           |

### ヒューマングルメンタリー オモウマい店

#### 2021年
| 回 | 放送日   | 内容 | ゲスト | 平均世帯 視聴率 |
| -- | -------- | --- | --- | --------------- |
| 1  | 04月13日 | - サービスを断ると騒ぐ中華ママ - 普通盛りの海鮮食堂 - 長すぎるソーセージ定食 - 燃やしすぎ焼き肉店 | 久本雅美、SHELLY | 11.8%           |
| 2  | 04月27日 | - 家を売却しても大盛をやめないハンバーグ店主 - 隙間恐怖症ラーメン店主 - ネタがスマホサイズの握り寿司 - 餃子兄弟の受話器サイズ餃子 - 老若男女に愛される食堂 - 10年間利益が出ていない盛り店主 - エキサイティングなうなぎ店主 - 元祖YouTuber? がいる喫茶店 | アンミカ、飯尾和樹（ずん）、IKKO、TAKAHIRO（EXILE）、めるる（生見愛瑠） リポーター：本田望結                        | 12.3%           |
| 3  | 05月04日 | - 普通がわからない? 盛り中華店主 - 儲けなし片栗粉ック帽店主 - 面倒見が良すぎる喫茶店夫婦 - のんびりするにはまだ早い90歳中華店主 | 伊藤淳史、生駒里奈                                                                                                  | 12.1%           |
| 4  | 05月11日 | - 量が減らせない食堂店主 - ガマンさせたくない小料理屋さん - 値段に興味がない中華夫婦 | 河北麻友子、柴田英嗣（アンタッチャブル）､菊池風磨（Sexy Zone） リポーター：トリンドル玲奈                           | 12.0%           |
| 5  | 05月18日 | - お客さんに尽くしすぎる中華ママ - どうしてもアジとイワシを食べてほしい店主 - 2階が自宅の店は安くてウマい! | 剛力彩芽、那須川天心                                                                                                | 10.7%           |
| 6  | 05月25日 | - ほぼ1万連勤の盛り店主 - 思いとは裏腹に大行列のカフェ店主 - 強制サービスの食堂ママ | 夏菜、福澤朗、秋元真夏（乃木坂46）                                                                                  | 10.8%           |
| 7  | 06月01日 | - めんどくさがりな中華夫婦 - 止まれない! 喫茶店のマグロマスター - サービスを断ると騒ぐ中華ママ - サービスが止まらないおふくろ食堂 | 山下健二郎（三代目 J SOUL BROTHERS from EXILE TRIBE）、水卜麻美（日本テレビアナウンサー）、田中卓志（アンガールズ） | 11.5%           |
| 8  | 06月08日 | - いらっしゃいも多いおそば屋さん - 無自覚盛りの洋食ママ - エキサイティングなうなぎ店主 | 矢田亜希子、渋谷凪咲（NMB48） リポーター：北乃きい                                                                  | 12.1%           |
| 9  | 06月15日 | - 思いもスープもあふれる食堂夫婦 - こだわり店主は市場に集まる - 1078円スンドゥブチゲ付きサムギョプサル1078円 | 河合郁人（A.B.C-Z）、高山一実（乃木坂46）                                                                           | 12.0%           |
| 10 | 06月22日 | - とんがりすぎカキ氷 - サービスを届ける中華店主 - 安くしすぎてウーバーイーツ店主 | 藤田ニコル、藤森慎吾（オリエンタルラジオ）                                                                          | 10.4%           |
| 11 | 06月29日 | - 人気過ぎて休憩が取れない中華夫婦 - しみったれたことが嫌いな寿司店主 - 14段ロングソフトクリーム - 本格派の100円ラーメン - ごはん&おみそ汁食べ放題300円定食 - 2階が自宅の店は安くてウマい! - 深く考えずチャーハン無料食べ放題店主                       | 市川猿之助、井森美幸、DAIGO、おいでやす小田（おいでやすこが）、佐々木彩夏（ももいろクローバーZ）                    | 12.8%           |
| 12 | 07月13日 | - 結論ギリギリの100円焼きそば店主 - 店主の名前が付くお店は安くてウマい? - 職歴たくさん元○○カフェ店主 | 内田篤人、夏菜 | 12.8%           |
| 13 | 07月20日 | - 進化させたい中華料理店 - つるしロングエビフライ - 2階が自宅の店は安くてウマい! | 片瀬那奈、若槻千夏、森崎ウィン                                                                                      | 13.6%           |
| 14 | 08月03日 | - サービスを断ると騒ぐ中華ママ - いらっしゃいも多いおそば屋さん - 値段に興味がない中華夫婦 | ゲストなし | 12.0%           |
| 15 | 08月10日 | - もりもり海鮮食堂 - 倍入れてしまうおでんママ - エキサイティングなうなぎ店主 | 上地雄輔、森泉 | 13.1%           |
| 16 | 08月17日 | - 500円か600円の爆弾ママ - ラーメン付きラーメン - 安くしすぎてウーバーイーツ店主 | 篠田麻里子、水卜麻美（日本テレビアナウンサー）                                                                      | 13.5%           |
| 17 | 08月24日 | - 限界スレスレ焼きそば - こだわり店主は市場に集まる - 家族に好かれすぎてる そば店主 | Dream Ami、早見あかり                                                                                               | 13.5%           |
| 18 | 08月31日 | - ロングソフトクリーム 真夏編 | 向井慧（パンサー）、みちょぱ（池田美優）                                                                            | 12.9%           |
| 19 | 09月07日 | - 盛れて幸せラーメン店主 - 刺し身おかわり無制限食堂 - 元気なラーメン夫婦 | ロッチ（中岡創一・コカドケンタロウ）、前田敦子                                                                      | 12.8%           |
| 20 | 09月14日 | - 想像を超えたい喫茶店ママ - つぶれる覚悟のスパゲティ店主 | 唐沢寿明、小島瑠璃子                                                                                                | 13.0%           |
| 21 | 09月21日 | - 作って作ってお米食べ放題店主 - 流れるセルフサービス喫茶店 - つぶれる覚悟のスパゲティ店主 | 峯岸みなみ | 11.6%           |
| 22 | 09月28日 | - 駄菓子プライス食堂 - 店員さんの活きもいい魚店 - 2階が自宅の店は安くてウマい! | TAKAHIRO（EXILE）、西山茉希                                                                                         | 12.2%           |
| 23 | 10月12日 | - 恥ずかしがり屋さんの中華店主 - 寿司がうまい焼き鳥割烹 - 逆光イタリアンレストラン | 岸谷五朗、土屋アンナ                                                                                                | 12.6%           |
| 24 | 10月19日 | - 利益放棄チャーハン - 2階が自宅の店は安くてウマい! - スーパーアットホーム焼きそば店 - 弟子36人のそば名人 | 梅沢富美男、久本雅美、長嶋一茂、滝沢カレン、久間田琳加                                                              | 14.8%           |
| 25 | 10月26日 | - 海鮮丼につぎ込む新婚夫婦 - 秋山食堂と久保田さん - エキサイティングなうなぎ店主 | 飯尾和樹（ずん）、山之内すず                                                                                        | 12.8%           |
| 26 | 11月02日 | - ロングトークスーパー | 尾上右近、青山テルマ                                                                                                | 12.1%           |
| 27 | 11月09日 | - 喫茶店のもらえもんマスター - 思ってたのとなんか違うおそば屋さん - 30種類以上500円バイキング | 大久保佳代子、加藤諒、貴島明日香                                                                                    | 13.9%           |
| 28 | 11月16日 | - 黒字にできない元銀行員店主 - つぶれる覚悟のスパゲティ店主 | 羽鳥慎一、高橋真麻、ヒコロヒー                                                                                      | 12.7%           |
| 29 | 11月23日 | - 焼肉定食のキャベツ - 負けず嫌いな焼き鳥おばあちゃん | 的場浩司、SHELLY、梅澤美波（乃木坂46）                                                                              | 14.7%           |
| 30 | 11月30日 | - おごりたがり海鮮チーフ - 衣食住 世話焼き中華ママ | 辻󠄀希美、朝日奈央、菊池風磨（Sexy Zone）                                                                             | 13.2%           |
| 31 | 12月07日 | - 鬼赤字の三つ星級フレンチ - 安くしすぎてウーバーイーツ店主 | 上地雄輔、水卜麻美（日本テレビアナウンサー）                                                                        | 13.0%           |
| 32 | 12月14日 | - 原価間近の超海鮮食堂 - 「味の」が付くと良いお店が多い!? - たくさん食べんちゃい店主 - 弟子43人のそば名人 | 梅沢富美男、藤原紀香、後藤輝基（フットボールアワー）、北乃きい、森本慎太郎（SixTONES）、渋谷凪咲（NMB48）           | 13.9%           |

#### 2022年
| 回 | 放送日   | 内容 | ゲスト | 平均世帯 視聴率 |
| -- | -------- | --- | --- | --------------- |
| 33 | 01月11日 | - ホットサラダチャンポン - 「店舗に安い自販機」は良い店?                                                                          | 檀れい、速水もこみち、オダウエダ（小田結希・植田紫帆） | 13.0%           |
| 34 | 01月18日 | - エンジョイ マグロ親子 - アツアツ野菜炒め（燃やし）定食                                                                          | 藤井フミヤ、小倉優子 | 13.0%           |
| 35 | 01月25日 | - もりもり海鮮食堂 - 2階が自宅の店は安くてウマい! - 強制サービスの食堂ママ - サービスを届ける中華店主                             | 福澤朗、夏菜、秋元真夏（乃木坂46）、藤森慎吾（オリエンタルラジオ）、藤田ニコル、上地雄輔、森泉、梅沢富美男、久本雅美、長嶋一茂、滝沢カレン、久間田琳加                            | 13.6%           |
| 36 | 02月01日 | - ウマさ名店級うどん自販機 - 2022年 サービスを断ると騒ぐ中華ママ                                                                  | 浅野ゆう子、ROLAND | 13.1%           |
| 37 | 02月08日 | - 量も元気も! もりもり整体中華 - 思ってたのとなんか違うおそば屋さん                                                               | 数原龍友（GENERATIONS from EXILE TRIBE）、ゆうちゃみ（古川優奈） | 13.7%           |
| 38 | 02月15日 | - ワイルドお好み焼きママ - おばけパフェ店主とバイトさん                                                                           | 若槻千夏、RIKU・川村壱馬（THE RAMPAGE from EXILE TRIBE） | 13.3%           |
| 39 | 02月22日 | - 気が付けば孫 うどん店 | 錦鯉（渡辺隆・長谷川雅紀）、松村沙友理 | 14.3%           |
| 40 | 03月01日 | - 店前にお花が咲いている店はオモウマい!?                                                                                          | YOU、田中樹（SixTONES） | 13.1%           |
| 41 | 03月08日 | - とにかく明るい うどん屋さん - 先回り回転寿司フレンチ                                                                            | 香里奈、大久保嘉人 | 12.3%           |
| 42 | 03月15日 | - そばも打つ! 超常現象すし職人 - エキサイティングなうなぎ店主                                                                     | 原田龍二、近藤千尋 | 12.7%           |
| 43 | 03月22日 | - 味のイサム1時間SP | 高橋由伸、ヒコロヒー、深澤辰哉・宮舘涼太（Snow Man） | 11.7%           |
| 44 | 03月29日 | - 62歳パワー大将 - 一年中タンクトップ店主 - 弟子49人の暴れん坊そば名人                                                            | 梅沢富美男、アンミカ、中岡創一（ロッチ）、綾小路翔（氣志團）、白石麻衣、高岸宏行（ティモンディ）                                                                                  | 14.3%           |
| 45 | 04月05日 | - 限界スレスレ焼きそば - スーパーアットホーム焼きそば店 - 「店舗に安い自販機」は良い店? - とんがりすぎかき氷                      | 早見あかり、Dream Ami、梅沢富美男、久本雅美、長嶋一茂、滝沢カレン、久間田琳加、檀れい、速水もこみち、オダウエダ（小田結希・植田紫帆）、藤森慎吾（オリエンタルラジオ）、藤田ニコル | 11.5%           |
| 46 | 04月12日 | - 毎日が思い出食堂 - 何かすごい焼きまんじゅう店主                                                                                 | 大森南朋、若槻千夏 | 11.8%           |
| 47 | 04月19日 | - ラーメン・ごはん・みそ汁無限定食                                                                                                | 榊原郁恵、磯山さやか、河北麻友子 | 11.4%           |
| 48 | 04月26日 | - 84歳大量小鉢ママ - 歌うサービス八百屋社長                                                                                       | チョコレートプラネット（長田庄平・松尾駿）、秋元真夏（乃木坂46）、神宮寺勇太（King & Prince）                                                                                     | 11.9%           |
| 49 | 05月03日 | - 気が付けば孫 うどん店 | SHELLY、あばれる君 、渋谷凪咲（NMB48） | 11.8%           |
| 50 | 05月10日 | - 1000回通う店は絶対ウマい | 錦鯉（渡辺隆・長谷川雅紀）、竹内由恵 | 12.0%           |
| 51 | 05月17日 | - 肉汁どぼどぼ鉄板食堂 - 安くしすぎてウーバーイーツ店主                                                                           | 中山優馬、丸山桂里奈、水卜麻美（日本テレビアナウンサー） | 11.5%           |
| 52 | 05月24日 | - てんこもりマグロシール店主 | 観月ありさ、武尊 | 10.9%           |
| 53 | 05月31日 | - 店前にお花が咲いているお店はオモウマい!?                                                                                        | 山下健二郎（三代目 J SOUL BROTHERS from EXILE TRIBE）、岡田結実 | 11.2%           |
| 54 | 06月07日 | - 500円定食かあちゃん - 60歳お刺身チャレンジャー                                                                                  | 玉木宏、高山一実 | 12.5%           |
| 55 | 06月14日 | - ビッグハンド店主 - ウマさ警報級! ブザー焼きそば                                                                                 | 和田アキ子、小泉孝太郎、玉井詩織（ももいろクローバーZ） | 11.1%           |
| 56 | 06月21日 | - 全員店主6人ピザ | アインシュタイン（稲田直樹・河井ゆずる）、小森隼（GENERATIONS from EXILE TRIBE）、堀田茜                                                                                          | 10.1%           |
| 57 | 07月12日 | - 味のイサム大復活スペシャル | 武田真治、藤田ニコル、ハラミちゃん | 11.1%           |
| 58 | 07月19日 | - ねぎとろ丼リーゼント盛り - 1000回通う店は絶対ウマい - サービスを断ると騒ぐ中華ママ                                              | 王林、永瀬廉（King & Prince） | 12.4%           |
| 59 | 07月26日 | - 満足の向こう側へ天ぷらママ | 大橋和也（なにわ男子）、小池美波・小林由依（櫻坂46） | 13.7%           |
| 60 | 08月02日 | - サックサクざぶとんかき揚げ - つぶれる覚悟のスパゲティ店主 - たくさん食べんちゃい店主                                            | 松嶋尚美、片寄涼太（GENERATIONS from EXILE TRIBE） | 10.9%           |
| 61 | 08月09日 | - 笑顔こぼれる丼パラダイス - モロ見えカツサンド - スイーツがとても好き店主 - 全力で闘うヨッシャーうどん店主                       | 檀れい、二宮和也、市川実日子、見取り図（盛山晋太郎・リリー）、松村沙友理、ROLAND                                                                                                  | 12.9%           |
| 62 | 08月23日 | - ずっと明るい寿司親子 | ザ・マミィ（林田洋平・酒井貴士）、山之内すず、水卜麻美（日本テレビアナウンサー）                                                                                                  | 11.8%           |
| 63 | 08月30日 | - ジャンボ食べ放題食堂 - どデカ直立焼き肉                                                                                         | 森迫永依、ティモンディ（高岸宏行・前田裕太） | 12.4%           |
| 64 | 09月06日 | - 超モリモリ チョモランマ食堂 - ウマさ警報級! ブザー焼きそば                                                                      | 児嶋一哉（アンジャッシュ）、川村壱馬（THE RAMPAGE from EXILE TRIBE）、三山凌輝（BE:FIRST/RYOKI）                                                                                  | 11.0%           |
| 65 | 09月13日 | - 店前にお花が飾られているお店はオモウマい?                                                                                       | 陣内智則、松井玲奈、岸優太（King & Prince） | 11.2%           |
| 66 | 09月20日 | - 「味の」がつくお店はオモウマい?                                                                                                 | 山本舞香、山添寛（相席スタート） | 11.7%           |
| 67 | 09月27日 | - お寿司パスタ付き - お子様ランチにもチカラを入れているお店はオモウマい?                                                          | 中澤佑二、井上咲楽 | 11.5%           |
| 68 | 10月04日 | - キレッキレ超高速中華店主 - 全力40番弟子! 涙まみれの卒業SP                                                                       | 梅沢富美男、相葉雅紀、DAIGO、大園玲・守屋麗奈（櫻坂46） | 12.0%           |
| 69 | 10月11日 | - キンキンジョッキ麺 - キンキンピッチャー麺                                                                                       | 尾上右近、清原果耶 | 12.1%           |
| 70 | 10月18日 | - ありがとう群馬SP! | 久本雅美、高山一実、中島颯太（FANTASTICS from EXILE TRIBE） | 11.2%           |
| 71 | 11月01日 | - 勝てないカツカレー | 武井壮、堀未央奈、三浦獠太 | 12.6%           |
| 72 | 11月08日 | - 駐車場の白線が薄いお店はオモウマい?                                                                                             | 米倉涼子 | 11.8%           |
| 73 | 11月15日 | - 大笑いチャーハンヒーロー | インディアンス（きむ・田渕章裕）、小芝風花、朝倉海 | 12.9%           |
| 74 | 11月22日 | - 強制ロングお寿司店主 | 後藤輝基（フットボールアワー）、めるる（生見愛瑠） | 11.2%           |
| 75 | 11月29日 | - どうしてあの子は200円? ラーメン店 - 生姜焼きが頼めない定食屋さん                                                                | 北山宏光（Kis-My-Ft2）、高橋みなみ、トラウデン直美 | 12.1%           |
| 76 | 12月06日 | - ドキドキワクワク釣りうどん店主 - 止められないサービス小鉢夫婦                                                                   | 森三中（黒沢かずこ・村上知子・大島美幸）、生田絵梨花 | 12.7%           |
| 77 | 12月20日 | - のせたがりティー店主 - ごちゃウマ! ずっしずしパン                                                                               | 瀧本美織、山本舞香 | 12.3%           |
| 78 | 12月27日 | - 伝説予定のサンドイッチ - 全力たこ焼きサンバ - 平均年齢8歳ふくちゃん4人娘 - 店前にお花があるお店はオモウマい⁉ - 世界レベルの92歳 | 市村正親、中井貴一、陣内智則、中尾明慶、TAKAHIRO（EXILE）、マヂカルラブリー（野田クリスタル・村上）、白石麻衣、ヒコロヒー、板垣李光人、森田ひかる・山﨑天（櫻坂46）               | 10.2%           |

#### 2023年
| 回  | 放送日   | 内容 | ゲスト | 平均世帯 視聴率 |
| --- | -------- | --- | --- | --------------- |
| 79  | 01月17日 | - エキサイトスーパー刺激店主 | 与田祐希（乃木坂46）、木全翔也（JO1） | 12.0%           |
| 80  | 01月24日 | - 境界なきサービス食堂 | 藤井フミヤ、田中道子、白洲迅 | 12.1%           |
| 81  | 01月31日 | - 店前にお花が咲いているお店INハワイ | 錦鯉（渡辺隆・長谷川雅紀）、村山輝星 | 10.0%           |
| 82  | 02月07日 | - 駐車場の白線が薄いお店はオモウマい? | 井森美幸、中島裕翔（Hey! Say! JUMP） | 11.8%           |
| 83  | 02月14日 | - 騒ぐんじゃねぇ中華店主 55年間お疲れ様でした!                                                                                           | アルコ&ピース（平子祐希・酒井健太）、門脇麦 | 11.4%           |
| 84  | 02月21日 | - ウマいけど絶望パスタ - 孫LOVEばあちゃん食堂                                                                                            | 横澤夏子、EXILE NESMITH、浦川翔平（THE RAMPAGE from EXILE TRIBE）                                                                                          | 11.1%           |
| 85  | 02月28日 | - 小鉢ランチパズル | 飯尾和樹（ずん）、藤井流星（ジャニーズWEST）、守屋麗奈（櫻坂46）                                                                                           | 11.5%           |
| 86  | 03月07日 | - ごちそう中華合体店主 - すでに値上げ済み 110円ケーキ                                                                                    | 竹中直人、斎藤工 | 10.9%           |
| 87  | 03月14日 | - 味のイサム 大復活からの1年 | 渡部篤郎、高橋恭平（なにわ男子）、やす子 | 10.8%           |
| 88  | 03月21日 | - 大リアクション海鮮食堂 - 弟子69人暴れん坊そば名人                                                                                      | 梅沢富美男、森田哲矢（さらば青春の光）、鬼越トマホーク（金ちゃん・坂井良多）、小瀧望（ジャニーズWEST）、ゆうちゃみ（古川優奈）、鈴鹿央士                   | 9.2%            |
| 89  | 04月11日 | - ポジティブ女将のおなかパンパン民宿 - 少なめ史上最大!? 勝てないカツカレー                                                               | 沢村一樹、村重杏奈、矢吹奈子 | 10.7%           |
| 90  | 04月18日 | - やっちまったよ! ワイルドライス店主 | 西野七瀬、槙野智章、木村柾哉・高塚大夢（INI） | 11.0%           |
| 91  | 05月02日 | - ちりめんビーム! 魚の大群定食 | 風間俊介、岡田結実、安斉星来 | 非公表          |
| 92  | 05月09日 | - エキサイティングうなぎ店主 | 矢田亜希子、川尻蓮・白岩瑠姫（JO1）／本田望結 | 9.8%            |
| 93  | 05月16日 | - 食べやー持ってきゃー小料理ママ | ファーストサマーウイカ、本田望結、作間龍斗（HiHi Jets） | 11.3%           |
| 94  | 05月23日 | - みんなでやっつけろ! 鬼退治めし | ISSA・KIMI（DA PUMP）、武藤十夢 | 11.0%           |
| 95  | 05月30日 | - ぜ〜んぶ手作り MADE IN ME うどん店 | 辻󠄀希美、柄本時生、山下健二郎（三代目 J SOUL BROTHERS from EXILE TRIBE）                                                                                    | 10.3%           |
| 96  | 06月06日 | - 何度でも立ち向かえ! 熱闘マグマ中華 | DAIGO、松島聡（Sexy Zone）、工藤美桜 | 11.0%           |
| 97  | 06月13日 | - アハハッ! オホホッ! ワハハッ! そばうどん母ちゃん                                                                                       | 尾上松也、板野友美、川田裕美 | 9.8%            |
| 98  | 06月20日 | - 日本料理人ミスターシブエと老舗ママ | 児嶋一哉（アンジャッシュ）、森七菜、奥平大兼 | 10.1%           |
| 99  | 07月04日 | - 駐車場の白線が薄いお店 第3弾 | 神田愛花、高橋文哉 | 9.7%            |
| 100 | 07月11日 | - 夢の中へさん 38年間お疲れさまでした | 伊集院光、ヒコロヒー、金城碧海・佐藤景瑚（JO1） | 9.3%            |
| 101 | 07月18日 | - 味と約束は絶対守る! 予約マン - エキサイティングスーパー刺激社長                                                                        | 若槻千夏、山崎育三郎、中島健人（Sexy Zone）、田村保乃・松田里奈（櫻坂46）                                                                                  | 11.2%           |
| 102 | 08月01日 | - 観光地から近いオモウマい店 | 片岡愛之助、鷲見玲奈、ぼる塾（きりやはるか・あんり・田辺智加）                                                                                             | 11.1%           |
| 103 | 08月08日 | - 宇宙レベル! 侍パティシエ | 大島美幸（森三中）、高畑充希、佐藤大樹（EXILE / FANTASTICS from EXILE TRIBE）                                                                              | 8.9%            |
| 104 | 08月22日 | - 警察署へ出前に来るお店はオモウマい? | 岩﨑大昇・佐藤龍我・金指一世（美 少年）、水卜麻美（日本テレビアナウンサー）                                                                                | 9.6%            |
| 105 | 08月29日 | - 崖の上のお刺し身ギリギリ海鮮重 | 向井慧（パンサー）、井上咲楽 | 10.2%           |
| 106 | 09月05日 | - 大寝坊しがち 天才店主 - 大渋滞!! 踊る情熱たこ焼きサンバ                                                                                | えなこ、インディアンス（きむ・田渕章裕）、糸井嘉男 | 10.2%           |
| 107 | 09月12日 | - カレーなる七変化社長ナイストゥみぃちゃん                                                                                               | 山下智久、大友花恋 | 11.1%           |
| 108 | 09月19日 | - ロングエビフライ 2023 | 井森美幸、児嶋一哉（アンジャッシュ）、五百城茉央・池田瑛紗（乃木坂46）                                                                                     | 10.0%           |
| 109 | 09月26日 | - 食欲マシマシ! 増盛り食堂 - 味と約束は絶対守る! 予約マン                                                                                | 三浦翔平、山本舞香 | 9.7%            |
| 110 | 10月03日 | - ソバ滑り! モンブランざるそば - お子様ランチがおいしい店はオモウマい? - エキサイトスーパー刺激店主3                                     | 飯尾和樹（ずん）、森田哲矢（さらば青春の光）、波瑠、王林、後藤威尊・許豊凡（INI）                                                                          | 10.4%           |
| 111 | 10月17日 | - アツウマ! エアコンなしホルモン | 吉田鋼太郎、石井杏奈、丸山桂里奈 | 非公表          |
| 112 | 10月24日 | - 鬼リピ確定! 気持ちはエブリデイ豚丼 | 戸次重幸、加藤千尋（セントチヒロ・チッチ）、本田仁美（AKB48）                                                                                              | 10.3%           |
| 113 | 10月31日 | - ずっと中華の魔術師 髙橋 清さん | 錦鯉（渡辺隆・長谷川雅紀）、ハシヤスメ・アツコ | 10.2%           |
| 114 | 11月07日 | - 大行列! とり天中華の駐車場ヒーロー | 木南晴夏、小森隼（GENERATIONS from EXILE TRIBE） | 11.0%           |
| 115 | 11月14日 | - 仕事の鬼とほっこりママ - おなかいっぱい高齢者交流センター                                                                              | ウエンツ瑛士、狩野英孝、皆藤愛子 | 11.4%           |
| 116 | 11月21日 | - 秋の京都2000円でオモウマい1日 | 鎮西寿々歌（FRUITS ZIPPER）、愛来（AMEFURASSHI）、大沼晶保（櫻坂46）                                                                                       | 非公表          |
| 117 | 12月5日  | - クリスマスに食べたい オモウマいチキン                                                                                                  | 亀梨和也、田中あいみ | 10.3%           |
| 118 | 12月19日 | - 味よし姿よしビジュもり系食堂 - リピリピリピリピリピリピリピートうどんパーティー喫茶 - 愛のムチだよ! お土産中華ママ - 超高速マッハ中華2 | 飯尾和樹（ずん）、なすなかにし（那須晃行・中西茂樹）、若槻千夏、寺田心、ゆうちゃみ（古川優奈）、河田陽菜（日向坂46）、岩田絵里奈（日本テレビアナウンサー） | 11.2%           |

#### 2024年
| 回  | 放送日   | 内容 | ゲスト | 平均世帯 視聴率 |
| --- | -------- | --- | --- | --------------- |
| 119 | 01月16日 | - 肉・魚 最強の二刀流店主 | 武田真治、陣内智則、川栄李奈 | 12.5%           |
| 120 | 01月23日 | - やっちまったよ! 大遅刻店主4周年 - 超高速マッハ中華 - 最強サービス戦士! 予約マン - 食欲マシマシ増盛り食堂                                                                             | 伊集院光、井上裕介（NON STYLE）、堀田真由                                                                                       | 10.7%           |
| 121 | 02月06日 | - スーパーシャイ料理長の絶好調盛り重 - 1000回飯 | YOU、DAIGO、菅原咲月（乃木坂46）                                                                                                | 12.8%           |
| 122 | 02月13日 | - 味のイサム 2023〜2024 | 藤田ニコル、かなで（3時のヒロイン）、増本綺良（櫻坂46）                                                                         | 10.6%           |
| 123 | 02月20日 | - 目立ちたがり★スター3品定食 | 紅しょうが（熊元プロレス・稲田美紀）、志田彩良                                                                                  | 11.5%           |
| 124 | 02月27日 | - もりもりマンガ超え盛り森さん - ドキドキワクワク釣りうどん店主 | 児嶋一哉（アンジャッシュ）、大島優子、谷まりあ                                                                                  | 10.7%           |
| 125 | 03月05日 | - エキサイトスーパー店主4 超えろ! 刺激喪失編 | 芳根京子 | 11.1%           |
| 126 | 03月12日 | - 小鉢らしくない小鉢大量定食 - 鬼赤字の三つ星級フレンチ | 夏菜、中島颯太（FANTASTICS from EXILE TRIBE）                                                                                   | 11.3%           |
| 127 | 03月19日 | - 作りたくなるオモウマい料理 | 梅沢富美男、松村沙友理、宮世琉弥                                                                                                | 非公表          |
| 128 | 03月26日 | - 激しめギャップ盛え食堂ママ - 飲めるジャイアント角煮 - 味と約束は絶対守る! 予約マン シリーズ第4弾                                                                                     | 飯尾和樹（ずん）、竜星涼、ミキ（昴生・亜生）、松田元太（Travis Japan）、早﨑すずき・吉本此那（僕が見たかった青空）              | 11.2%           |
| 129 | 04月02日 | - カタメ ふつう ずんだれ | 溝端淳平、村上佳菜子 | 9.6%            |
| 130 | 04月16日 | - 食べたら大変身 お腹ポンポコたぬきの国 | 小森隼（GENERATIONS from EXILE TRIBE）、田村保乃（櫻坂46）、川西拓実（JO1）                                                     | 10.1%           |
| 131 | 04月23日 | - 麺ドレスラーメン店 | 若槻千夏、桜井日奈子 | 10.4%           |
| 132 | 04月30日 | - 愛のムチだよ! お土産中華ママ - 91歳! プリプリ中華ママ | 藤本美貴、牧野真莉愛・櫻井梨央（モーニング娘。'24）                                                                             | 10.5%           |
| 133 | 05月07日 | - 食の100均! 夢の自分定食 | 松下奈緒 | 11.6%           |
| 134 | 05月21日 | - 数字ざっくりラーメン店 - 店前に桜が咲いてる店はオモウマい? | 伊集院光、大園玲・村井優（櫻坂46）                                                                                              | 9.9%            |
| 135 | 06月04日 | - もりもり海鮮食堂 - 店前に桜が咲いてる店はオモウマい? - 全員店主6人ピザ | ディーン・フジオカ、箭内夢菜、若槻千夏、桜井日奈子                                                                              | 9.5%            |
| 136 | 06月18日 | - 苦手でも覚醒 辛ウマ革命カレー | 魔裟斗、矢沢心 | 9.5%            |
| 137 | 06月25日 | - 大繁盛 大慌て プレハブ巨大めしレストラン - もりもり もりもり ニンニク100個ラーメン                                                                                                   | 飯尾和樹（ずん）、若槻千夏、白濱亜嵐（GENERATIONS from EXILE TRIBE）、梅澤美波・池田瑛紗（乃木坂46）、後藤威尊・佐野雄大（INI） | 10.0%           |
| 138 | 07月02日 | - 料理4,700種 なんでも増やすぞプラス＋マン | 櫻井翔、安斉星来 | 10.0%           |
| 139 | 07月09日 | - もっこり筋トレうどん | トータルテンボス（大村朋宏・藤田憲右）、松村沙友理                                                                              | 9.4%            |
| 140 | 07月16日 | - 味の命中王! ノールック中華 | 髙嶋政宏、エルフ（荒川・はる）                                                                                                  | 9.7%            |
| 141 | 07月23日 | - 腹ペコは許さない! 海鮮腹パンマン | 浜辺美波 | 9.8%            |
| 142 | 08月06日 | - 愛で作るよ! 夫婦職人ラーメン | ヒコロヒー、出口夏希 | 11.2%           |
| 143 | 08月13日 | - カツ 勝つ! 勝つ! ガチンコファイト店主 - 全力たこ焼きサンバ | 横澤夏子、MOMONA・RAN（ME:I）                                                                                                   | 非公表          |
| 144 | 08月20日 | - 盛らぬは恥! 盛りDNA食堂 | 陣内智則、大友花恋、猪狩蒼弥（HiHi Jets）                                                                                       | 10.2%           |
| 145 | 08月27日 | - みんなで連携 チームプレー中華 | YOU、岩田剛典（EXILE／三代目 J SOUL BROTHERS from EXILE TRIBE）                                                                 | 9.9%            |
| 146 | 09月03日 | - 究極の先へ! 限界コーヒーマスター | 向井慧（パンサー）、牧野真莉愛（モーニング娘。'24）                                                                             | 9.4%            |
| 147 | 09月17日 | - ハッスルパパのモンスターサイズ食堂 | 児嶋一哉（アンジャッシュ）、武元唯衣・守屋麗奈（櫻坂46）                                                                        | 10.2%           |
| 148 | 09月24日 | - オモウマグランプリ2024 | ゲストなし | 非公表          |
| 149 | 10月01日 | - 盛りすぎゴメン! 時代全無視食堂 - 喧嘩するほど味がいい! 麺姉弟 - 全力で闘うヨッシャーうどん2 集結! 最強の気合軍団 - うますぎ大注意! ネギ丼                                            | 井森美幸、槙野智章、佐藤大樹・中島颯太（FANTASTICS from EXILE TRIBE）、河野純喜・佐藤景瑚（JO1）                                | 非公表          |
| 150 | 10月08日 | - ぜんぶ満タン! パンパンマン - 無限半チャーハン - 半チャーハン 3合390円 - チャーハン付きラーメン or ラーメン付きチャーハン                                                             | 伊集院光、市川由衣、大久保波留・田中笑太郎（DXTEEN）                                                                            | 10.0%           |
| 151 | 10月15日 | - 絵にこだわるアート中華店主 - プレハブ巨大めしレストラン2 雨にも負けず大反響編 | 田中樹（SixTONES）、一ノ瀬美空・菅原咲月（乃木坂46）                                                                            | 10.0%           |
| 152 | 10月29日 | - やっちまったよ！ワイルドライス店主 パワーアップ編 - スレスレぎりぎり母娘食堂 | 森田哲矢（さらば青春の光）、ハシヤスメ・アツコ                                                                                  | 11.2%           |
| 153 | 11月05日 | - 歌う八百屋さんファイナル 閉店ライブ 虹納めSP | 蛍原徹、蛙亭（中野周平・イワクラ）、ゆうちゃみ（古川優奈）                                                                      | 10.0%           |
| 154 | 11月12日 | - なかよし! 味よし! 元気よし! 双子妖精食堂 - 鬼赤字の三つ星級フレンチ | ISSA（DA PUMP）、錦鯉（渡辺隆・長谷川雅紀）、魔裟斗、みりちゃむ（大木美里亜）                                                   | 11.1%           |
| 155 | 11月19日 | - 味見なし 味バッチシ 40年ぶっつけ本番ラーメン夫婦 - 一年中タンクトップ たこ焼き店主                                                                                                   | 城田優、モグライダー（芝大輔・ともしげ）、ファーストサマーウイカ                                                                | 11.8%           |
| 156 | 12月03日 | - 友だち81億人できるかな食堂 | 狩野英孝、河田陽菜・松田好花（日向坂46）                                                                                        | 9.5%            |
| 157 | 12月17日 | - 海鮮超進化 ルール違反店主 - 黒字未体験! 喫茶ミッキー! - ローーーーーーーーーーーーーーーーーングラーメン - 出航! タイタ肉号 - 全力で闘うヨッシャーうどん3 人生変えたくて気合塾入門編 | 飯尾和樹（ずん）、若槻千夏、中島健人、LEO（BE:FIRST）、RAN・SHIZUKU（ME:I）                                                     | 10.3%           |

#### 2025年
| 回  | 放送日   | 内容 | ゲスト | 平均世帯 視聴率 |
| --- | -------- | --- | --- | --------------- |
| 158 | 01月14日 | - ずっと「大盛」あがりワハハハッピー中華                                                                                      | 内藤剛志、長谷川忍（シソンヌ）、志田彩良                                                                                          | 11.0%           |
| 159 | 01月21日 | - 町中華精鋭集団! 漢気四人衆 - 番組Dバイト中華                                                                                | 神保悟志、新浜レオン、小栗有以（AKB48）、にぼしいわし（香空にぼし・伽説いわし）                                                   | 10.5%           |
| 160 | 01月28日 | - プレゼント天使ゅの秘密うどん                                                                                                | 小手伸也、かなで（3時のヒロイン）、守屋麗奈・田村保乃（櫻坂46）                                                                   | 10.4%           |
| 161 | 02月04日 | - 寝起き即食猛ニング - 双子妖精食堂Ⅱ 真冬のシンクロ                                                                           | 武田真一、前田敦子、ゆいP（おかずクラブ）                                                                                         | 10.4%           |
| 162 | 02月11日 | - 何でも手作りおいしい芸術家アラッセン - 一年中タンクトップ店主                                                               | 山之内すず、K（&TEAM） | 10.4%           |
| 163 | 02月18日 | - 味よし 姿よし 美ジュ盛り食堂                                                                                                | 梅沢富美男、松下由樹、秋元真夏 | 10.7%           |
| 164 | 02月25日 | - 味も器も納得いくまでお皿洗いマン                                                                                            | 井森美幸、片寄涼太（GENERATIONS from EXILE TRIBE）、工藤美桜                                                                      | 9.5%            |
| 165 | 03月04日 | - 希望をのせてGo! Go! ゴンドラーメン                                                                                          | 佐藤隆太、加藤史帆 | 11.6%           |
| 166 | 03月11日 | - 能登のずっと明るい寿司親子 2024-2025                                                                                        | 太田博久（ジャングルポケット）、西野七瀬                                                                                          | 9.8%            |
| 167 | 03月25日 | - そんなバナナ! 海鮮食堂 - 原価無視 奇跡の生還ランチママ                                                                      | DAIGO、渡邊圭祐、大園玲・中嶋優月（櫻坂46）                                                                                       | 非公表          |
| 168 | 04月01日 | - 毎日大感謝祭ぺこり食堂 - 水とラーメン翌秒配達aochan - 味と時間は絶対守る! 予約マン                                          | 宮川大輔、田中樹（SixTONES）、山本美月、山下健二郎（三代目 J SOUL BROTHERS from EXILE TRIBE）、佐野愛花・増田彩乃（CUTIE STREET） | 10.8%           |
| 169 | 04月08日 | - 和食洋食なんでもあり総合カツ闘家 - びっくりお土産そば                                                                       | 古舘伊知郎、井上瑞稀（KEY TO LIT）、村重杏奈                                                                                      | 10.3%           |
| 170 | 04月22日 | - 最強制サービスおもてなし番長 - 値段設定も甘いケン! 大甘党ワンオペ料理人 - やっちまったよ ワイルドライス店主 打倒コストコ編  | 高橋克実、山下美月、KEIKO・SUZU（ME:I）                                                                                           | 9.0%            |
| 171 | 04月29日 | - まけたい あげたい 94歳焼きそばあちゃん                                                                                      | 小澤征悦、辻希美、井口浩之（ウエストランド）、矢吹奈子                                                                            | 11.2%           |
| 172 | 05月06日 | - 黒字未体験! 喫茶ミッキー! - 鬼赤字! 三つ星級フレンチ                                                                        | 夏菜、コットン（西村真二・きょん）、筧美和子、池﨑理人（INI）                                                                     | 9.7%            |
| 173 | 05月13日 | - オモとめやすいウマい店SP | ゲストなし | 10.1%           |
| 174 | 05月20日 | - いっぱい食べて♡型やぶりありのママ食堂 - ずっと「大盛」あがりワハハハッピー中華                                              | 勝村政信、玉森裕太（Kis-My-Ft2）、なえなの（古田菜衣）                                                                            | 9.9%            |
| 175 | 06月10日 | - 店前に桜が咲いている店～桜前線とともに2025                                                                                  | 渡辺満里奈、柴田英嗣（アンタッチャブル）、宮舘涼太（Snow Man）                                                                    | 8.9%            |
| 176 | 06月17日 | - 年中無休無給の120円チャーハン - 48年回転開店職人100均寿司 - アラヒャーママのアラ100円ランチ                                 | 上戸彩 | 10.2%           |
| 177 | 06月24日 | - 17歳から一途な愛カツオの山下さん - 下久保さんの瞬間ハイ天ション天津飯 - 全力で闘うヨッシャーうどん4～ドクター覚悟の大転職編 | 田村淳（ロンドンブーツ1号2号）、キンタロー。、バッテリィズ（エース・寺家）、 佐藤景瑚（JO1）、福山梨乃・宮野静（CANDY TUNE）      | 9.3%            |
| 178 | 07月08日 | - おまみれください コミュ力おばけラーメンママ                                                                                 | 佐々木久美、佐野勇斗・吉田仁人（M!LK）                                                                                            | 8.8%            |
| 179 | 07月15日 | - 商売だけがダメパンマン | 戸次重幸、井上裕介（NON STYLE）、NANO・YUUKI（IS:SUE）                                                                            | 10.9%           |
| 180 | 07月22日 | - 無料超え! -10円ラーメン - 水とラーメン翌秒配達aochan                                                                        | 山崎弘也（アンタッチャブル）、北山宏光、上村ひなの（日向坂46）                                                                    | 9.5%            |
| 181 | 08月05日 | - 4コイチで最強破天荒おもてなし塾                                                                                             | 菅野美穂 | 9.0%            |
| 182 | 08月12日 | - 時は味なりスーパーロングセラー中華                                                                                          | 那須晃行（なすなかにし）、後藤真希、丹生明里                                                                                      | 9.5%            |
| 183 | 08月19日 | - 味・値段三つ星グラムメゾン★計量                                                                                             | 長谷川忍（シソンヌ）、白岩瑠姫（JO1）、大園玲・中嶋優月（櫻坂46）                                                                 |                 |

## 備考
- 2025年6月3日放送予定だった回は、当日に読売ジャイアンツ終身名誉監督・長嶋茂雄が逝去したのを受け『【緊急生放送】ありがとう長嶋茂雄さん ミスタープロ野球 永遠に…』（日本テレビ制作）が編成されたため休止となり[18][19]、予定していた内容は約2か月後の同年8月12日に放送された。なお、この回は当初「GOOD FOR THE PLANET」の対象だったが、今回の振替措置でそれに関する内容がはずされた。

## ネット局
| 放送対象地域   | 放送局                    | 系列                                         | 放送日             | ネット状況 | 備考      |
| -------------- | ------------------------- | -------------------------------------------- | ------------------ | ---------- | --------- |
| 中京広域圏     | 中京テレビ（CTV）         | 日本テレビ系列                               | 火曜 19:00 - 19:54 | 制作局     | [ 注 71 ] |
| 北海道         | 札幌テレビ（STV）         | 日本テレビ系列                               | 火曜 19:00 - 19:54 | 同時ネット |           |
| 青森県         | 青森放送（RAB）           | 日本テレビ系列                               | 火曜 19:00 - 19:54 | 同時ネット |           |
| 岩手県         | テレビ岩手（TVI）         | 日本テレビ系列                               | 火曜 19:00 - 19:54 | 同時ネット |           |
| 宮城県         | ミヤギテレビ（MMT）       | 日本テレビ系列                               | 火曜 19:00 - 19:54 | 同時ネット |           |
| 秋田県         | 秋田放送（ABS）           | 日本テレビ系列                               | 火曜 19:00 - 19:54 | 同時ネット |           |
| 山形県         | 山形放送（YBC）           | 日本テレビ系列                               | 火曜 19:00 - 19:54 | 同時ネット |           |
| 福島県         | 福島中央テレビ（FCT）     | 日本テレビ系列                               | 火曜 19:00 - 19:54 | 同時ネット |           |
| 関東広域圏     | 日本テレビ（NTV）         | 日本テレビ系列                               | 火曜 19:00 - 19:54 | 同時ネット | [ 注 72 ] |
| 山梨県         | 山梨放送（YBS）           | 日本テレビ系列                               | 火曜 19:00 - 19:54 | 同時ネット |           |
| 新潟県         | テレビ新潟（TeNY）        | 日本テレビ系列                               | 火曜 19:00 - 19:54 | 同時ネット |           |
| 長野県         | テレビ信州（TSB）         | 日本テレビ系列                               | 火曜 19:00 - 19:54 | 同時ネット |           |
| 静岡県         | 静岡第一テレビ（SDT）     | 日本テレビ系列                               | 火曜 19:00 - 19:54 | 同時ネット | [ 注 72 ] |
| 富山県         | 北日本放送（KNB）         | 日本テレビ系列                               | 火曜 19:00 - 19:54 | 同時ネット |           |
| 石川県         | テレビ金沢（KTK）         | 日本テレビ系列                               | 火曜 19:00 - 19:54 | 同時ネット |           |
| 福井県         | 福井放送（FBC）           | 日本テレビ系列                               | 火曜 19:00 - 19:54 | 同時ネット |           |
| 近畿広域圏     | 読売テレビ（ytv）         | 日本テレビ系列                               | 火曜 19:00 - 19:54 | 同時ネット |           |
| 鳥取県・島根県 | 日本海テレビ（NKT）       | 日本テレビ系列                               | 火曜 19:00 - 19:54 | 同時ネット |           |
| 広島県         | 広島テレビ（HTV）         | 日本テレビ系列                               | 火曜 19:00 - 19:54 | 同時ネット |           |
| 山口県         | 山口放送（KRY）           | 日本テレビ系列                               | 火曜 19:00 - 19:54 | 同時ネット |           |
| 徳島県         | 四国放送（JRT）           | 日本テレビ系列                               | 火曜 19:00 - 19:54 | 同時ネット |           |
| 香川県・岡山県 | 西日本放送（RNC）         | 日本テレビ系列                               | 火曜 19:00 - 19:54 | 同時ネット |           |
| 愛媛県         | 南海放送（RNB）           | 日本テレビ系列                               | 火曜 19:00 - 19:54 | 同時ネット |           |
| 高知県         | 高知放送（RKC）           | 日本テレビ系列                               | 火曜 19:00 - 19:54 | 同時ネット |           |
| 福岡県         | 福岡放送（FBS）           | 日本テレビ系列                               | 火曜 19:00 - 19:54 | 同時ネット | [ 注 72 ] |
| 長崎県         | 長崎国際テレビ（NIB）     | 日本テレビ系列                               | 火曜 19:00 - 19:54 | 同時ネット | [ 注 71 ] |
| 熊本県         | くまもと県民テレビ（KKT） | 日本テレビ系列                               | 火曜 19:00 - 19:54 | 同時ネット |           |
| 鹿児島県       | 鹿児島読売テレビ（KYT）   | 日本テレビ系列                               | 火曜 19:00 - 19:54 | 同時ネット |           |
| 大分県         | テレビ大分（TOS）         | 日本テレビ系列 フジテレビ系列                | 日曜 13:55 - 14:55 | 遅れネット |           |
| 宮崎県         | テレビ宮崎（UMK）         | フジテレビ系列 日本テレビ系列 テレビ朝日系列 | 火曜 20:00 - 20:54 | 遅れネット | [ 注 74 ] |
| 沖縄県         | 琉球放送（RBC）           | TBS系列                                      | 土曜 9:25 - 10:25  | 遅れネット | [ 注 75 ] |

一部地域では週末などに再放送されている。また、毎年12月末には『オモウマい店 年末傑作選』が放送されている（年末傑作選は一部の局では遅れネットで放送。見逃し配信は未対応で、レギュラー放送の回号にも数えない）。

## スタッフ

### スタッフ（レギュラー版）
- 構成：松井洋介、塩沢航
- TP：岩崎淳（中京テレビ）
- CAM：湯浅幹雄、山下勇樹、中澤宏、岸本慎也、永澤剛、稲本健汰、深澤慎平、五十嵐陽、岡本亮、東口潤、浦中圭太、坂口周兵、石川直人【週替り】
- AUD：玉城善彦、獄はる菜、谷口健二、宇野木俊宏、渡邊学、立元捺美【週替り】
- 照明：齋藤久美子、花井大輝、禾本豊、岡崎一葉、青沼元希、加藤宗、原徳則【週替り】
- 美術：武田方征
- デザイン：オフィスキタガワ
- 編集：関原忍、平井章浩、太田翔也、青田剛、市橋孝義、池田高士【週替り】
- テロップ：早川亜衣子、伊藤美穂、川地真由、川﨑菜美、村松しおり、三輪亜由美、鈴木康介、飯田ゆきの、谷倉満里(理)亜【週替り】
- MA：浅井豊
- 音効：辻󠄀幸宏（東海サウンド）
- デスク：村田裕子
- TK：柿田由美子、波多野有紀【週替り】
- AP：松尾秀美、本部美優
- 技術協力：SWISH JAPAN
- 美術協力：フジアール
- キャスティング：北村かずや（ビーオネスト）
- リサーチ：マニューバー、ワンバイワンプラス
- 制作協力：UN-TRASH、スペード・ワン、BOマーズ【不定期】
- 編成：横澤義貴、山﨑友大（中京テレビ）
- 広報：竹内千尋（中京テレビ、以前は広報→一時離脱→編成→一時離脱）
- AD：木村桃歌、大原凱斗、藤田桃奈、小川比寧、黒崎真生、入川珠奈、星平鈴子、平山有果、松本葉葵、及川真子、桃井望都、平山実奈、森田華子、白石真子、五十嵐昌美、早田舞、村上栞、近藤ひろか、大谷響、小渡隆史、森瞭河、渡邉(辺)七海、永木園乃、荒木遥弥、佐々木壱秀、山田大生、岩渕彩希、小島佑太、鈴木由唯、丸屋(山)穂佳、佐藤文音、生駒大樹、和田莉奈、八重樫創、北建太、杉田雅樹、関口華澄、小山峻平、上田樹、山本千早希、木野村なでし子、鈴木彰吾、藤原拓美、増田航祐、河内千歩、桃井望都、市川剣大、河内千歩【週替り】
- AD/ディレクター：坂元奏太【週替り】
- ディレクター：柴草昴太・綾田龍翼・越田杏・新村風翔（中京テレビ）、片桐大貴、林芽衣、山口陽常、沢井勇輝、内藤丈嗣、小林健人、深澤直人、牧野将也、早川友稀、鈴木愛花、大川菜月、河合瑛実、谷口昂、五十嵐拓、村林恵美利、片倉茜（UN-TRASH）、米山敦也（中京テレビ、元極東電視台）、松原海友、水野賢悟、小室元直、川田俊介、山中亜登夢（松本電波家本舗）、山田達万[注 76]、萩野公美都、橋本真優、柴田浩希、竹内克海(己)、古賀和輝、宮脇渉平（早川～五十嵐・綾田〜古賀→以前はAD）【週替り】
- チーフディレクター︰川添光由、奥山寛也（川添→2025年4月1日-、奥山→2025年7月8日-、共に以前はディレクター）
- 総合演出：加藤優一（マーナイス）、竹内翔
- プロデューサー：岩元佑樹（中京テレビ、2023年4月11日-、以前はAD→ディレクター）
- 制作著作：中京テレビ

過去のスタッフ（レギュラー版）
- 美術：山口武治
- デスク︰杉山朗子
- AP：片上瑠美
- 編成：内藤庸介、川畑宏海、橋本香（全員→中京テレビ）
- 広報：勝山実香、鈴木菜摘、宗宮功卓、澤谷直子、北亮一、小田梨紗子、霜圭太郎、中島彩花（全員→中京テレビ）
- ディレクター：国玉靖仁、鳥居大雅（鳥居→中京テレビ、以前はAD）
- チーフディレクター：八津川真帆（マーナイス）、北山流川（北山→以前はディレクター）
- プロデューサー︰宮木千佳（中京テレビ、2023年9月5日-2024年6月、以前は広報→一時離脱）
- チーフプロデューサー：市健治、板谷学、笠井知己（共に中京テレビ、板谷→2021年12月7日-2022年1月25日、笠井→2023年4月11日-2024年6月、以前はプロデューサー）

### スタッフ（特番）
- 構成：松井洋介、塩沢航
- TP：岩崎淳
- CAM：湯浅幹雄、山下勇樹、大八木滋（山下・大八木→第2回）
- AUD：三浦光太郎、中村智美（共に第2回）
- 美術：第一舞台
- デザイン：オフィスキタガワ
- 照明：齋藤久美子（第2回）
- 編集：関原忍（第2回）
- MA：浅井豊
- 音効：辻󠄀幸宏（東海サウンド）
- デスク：杉山朗子
- TK：堀詩織（第2回）
- 技術協力：テクノマックス、コスモ・スペース（コスモ→第2回）
- 編成：橋本香、内藤庸介
- 広報：竹内千尋、勝山実香
- 制作（第2回）：前田直彦（第2回、日本テレビ）
- AP：片上瑠美（第2回）
- AD：奥山寛也、山口陽常（共に第2回）
- ディレクター：八津川真帆（マーナイス）、片桐大貴、北山流川、渥美貴太、沢井勇輝（全員→第2回、北山・渥美→第1回はAD）
- 総合演出：加藤優一（マーナイス）、竹内翔（共に第2回、第1回はディレクター）
- プロデューサー：武末大作（第2回、日本テレビ）、笠井知己（第2回、第1回は演出・プロデューサー）、森田浩史（第2回、第1回は総合演出）
- 企画制作（第2回）：日テレ（第2回）
- 制作著作：中京テレビ

過去のスタッフ（特番第1回）
- AUD：谷川和也
- 照明：廣間章泰
- 編集：平井章浩
- TK：柿田由美子
- 技術協力：SWISH JAPAN
- AP：垣内彬江
- ディレクター：中岡孝太、小林健人、湯崎加梨
- チーフプロデューサー：市健治

## 関連番組・パロディ
- 読売中京FSホールディングス子会社制作の番組
  - PS純金（中京テレビ）- 前述の通り、本番組の基になったグルメバラエティ番組。2015年4月3日より東海3県にて放送中で、他県でもLocipo（ロキポ）・TVerで見逃し配信を日本全国から視聴できる。
  - こどもディレクター（中京テレビ）- 本番組のスタッフが企画・演出を担当したドキュメンタリー番組。2024年4月3日から2025年3月20日（19日深夜）まで、水曜「プラチナイト」の前半枠として日本テレビ系列全国ネットで放送された。
  - バリはやッ!（福岡放送）- 「ニーチャングルメンタリー オニウマい店」あるいは「ジーチャングルメンタリー オジウマい店」のコーナーが不定期で放送されている。演出面も全て、本番組のパロディとなっている。
- 家、ついて行ってイイですか?（テレビ東京系列） - テレビ東京が全国ネット向けに放送するバラエティ番組。同番組の2021年6月15日放送分（第9回）にて、「こだわり店主は市場に集まる」という企画をかつての本番組スタッフが担当。市場に張り込みオモウマい店そうな店主にインタビューして、そのまま店までついて行ってしまうという、本番組をオマージュしたかのような企画を実施した。同企画はその後も、同年8月24日放送分（第17回）にて放送された。
- 世界の果てまでイッテQ!（日本テレビ系列）- 中京テレビを含む日本テレビ系列で毎週日曜夜に放送されているバラエティ番組。本番組と同様に極東電視台が制作に関わっている他、同番組の2022年7月31日放送分にて、お笑い芸人・ガンバレルーヤがタイを訪れた際に、本番組をパロディした企画「ゲキヤスい店」を実施。
- お笑いオムニバスGP（フジテレビ系列）- 2022年9月19日、2023年1月2日に放送された特番。「芸人グルメンタリー　オモウソい店GP」という名のパロディ企画を実施。演出面は全て、本番組のパロディとなっている。
- ものまねグランプリ（日本テレビ系列）- 2009年から2023年まで不定期放送されたものまねバラエティ番組。2022年10月25日放送分（第43回）にて、本番組が放送される火曜19時台に「有名人によく似ている一般人」を見つける「オモニテる人」（オモしろいくらいニテる人）という名のパロディ企画が放送された。ヒロミの真似をMr.シャチホコ、小峠の真似をホリが担当し、本番組と同様にVTRを見ながらワイプ画面上でトークを展開。演出面も全て、本番組のパロディとなっている。

## 書誌情報
関連度順に並べている。
- 中京テレビ放送『ヒューマングルメンタリー オモウマい店 番組公式ファンブック』主婦の友社〈主婦の友生活シリーズ〉、2023年12月14日発売、ISBN 978-4-07-455769-1
- 岡叶、ほか『オモウマい食堂 受け継ぐ魂の味編』少年画報社〈YKベスト〉、2023年9月4日発売、ISBN 978-47-8-597476-3[注 77]